# 两西西里国王
两西西里国王（意大利语：Re delle Due Sicilie，英语：King of the Two Sicilies），指的是在1816年12月12日至1861年2月13日期间统治两西西里王国的君主。两西西里国王王位由波旁-两西西里王朝世袭。1861年意大利统一后，两西西里王国并入意大利王国，两西西里国王王位废弃。目前由卡斯特罗公爵卡洛王子及卡拉布里亚公爵彼得王子分别宣称王位。
那不勒斯国王焦阿基诺一世是实际上第一个被称为两西西里国王的意大利君主，虽然他并没有实际统治过西西里岛。1815年，拿破仑一世正式垮台。时任那不勒斯及西西里国王费迪南多四世及三世正式回到那不勒斯，波旁王朝正式复辟，并于隔年的维也纳会议将那不勒斯王国及西西里王国正式合并，同时那不勒斯国王及西西里国王合并成两西西里王位。1816年12月，新建立的两西西里王国正式宣告成立，其国王费迪南多四世及三世正式成为两西西里国王费迪南多一世。
两西西里王国虽然诞生于19世纪，但在1814-15年的维也纳会议和国王斐迪南四世的诏令之后，即所谓的“两西西里”（the “Sicily Further”，即西西里王国恰当地说，“两个西西里的王国”，非正式地称为那不勒斯王国，包括整个意大利南部）已经在同一主权的不同时期统一，同时保留不同的行政管理（类似于英国斯图亚特王朝即英格兰和苏格兰的双重国王）。
1860年，卡拉布里亚和西西里的革命党人密谋推翻波旁王朝；朱塞佩·加里波第组织千人远征，目标便是南意大利。5月，加里波第带领“千人团”在馬爾薩拉登陆，轻易地征服了西西里岛。此时，弗朗切斯科二世准备颁布宪法获取最后的支持，带来的结果只是那不勒斯的混乱和几位内阁部长被解职。而加里波第已跨过墨西拿海峡继续向北进军，他所经之处都把他当作解放者。2月13日，弗朗切斯科二世决定向加里波第投降。3月17日，维托里奥·埃马努埃莱二世宣布自己为意大利国王，两西西里并入新成立的意大利王国。
两西西里国王的王储被称为卡拉布里亚公爵（Duke of Calabria）。

## 列表
下表显示了历代两西西里国王。两西西里国王的王位由波旁-两西西里王朝世袭统治。1860年，两西西里王国并入新建立的意大利王国，王位废弃。
| 两西西里君主                                              | 画像              | 徽章              | 出生                                                                | 婚姻 | 加冕              | 逝世                        | 王位继承权                        |                   |
| 波旁-两西西里王朝                                         | 波旁-两西西里王朝 | 波旁-两西西里王朝 | 波旁-两西西里王朝                                                   | 波旁-两西西里王朝 | 波旁-两西西里王朝 | 波旁-两西西里王朝           | 波旁-两西西里王朝                 | 波旁-两西西里王朝 |
| --------------------------------------------------------- | ----------------- | ----------------- | ------------------------------------------------------------------- | --- | ----------------- | --------------------------- | --------------------------------- | ----------------- |
| 费迪南多一世 Ferdinando I 1816年12月12日 – 1825年1月4日   |                   |                   | 1751年1月12日 那不勒斯王宮 卡洛七世 与玛丽亚·阿马利亚王后之子       | (1)奧地利的瑪麗亞·卡羅琳娜 1768年5月12日 那不勒斯王宮 16个子女(2) 露琪娅·米利亚奇奥 1814年11月27日 巴勒莫 没有子女   | 1816年 12月12日   | 1825年1月4日 那不勒斯 73歲  | 卡洛七世及五世之子 （开国）       |                   |
| 弗朗切斯科一世 Francesco I 1825年1月4日 – 1830年11月8日   |                   |                   | 1777年8月19日 那不勒斯 费迪南多一世 与奧地利的瑪麗亞·卡羅琳娜之子   | (1) 奧地利的瑪麗亞·克萊曼丁娜 1797年6月26日 维也纳 2个子女(2) 波旁的瑪麗亞·伊莎貝爾 1802年10月04日 巴塞罗那 12个子女 | 不适用            | 1830年11月8日 那不勒斯 53歲 | 费迪南多一世之子 （长子继承权）   |                   |
| 费迪南多二世 Ferdinando II 1830年11月8日 – 1859年3月22日  |                   |                   | 1810年1月12日 巴勒莫 弗朗切斯科一世 与波旁的瑪麗亞·伊莎貝爾之子     | (1) 薩伏依的瑪麗亞·克里斯蒂娜 1832年11月21日 日内瓦 1子(2) 奥地利的玛利亚·特蕾莎 1837年1月27日 维也纳 12个子女       | 不适用            | 1859年3月22日 卡塞塔 49歲   | 弗朗切斯科一世之子 （长子继承权） |                   |
| 弗朗切斯科二世 Francesco II 1859年3月22日 – 1861年2月13日 |                   |                   | 1836年1月16日 那不勒斯 费迪南多二世 与薩伏依的瑪麗亞·克里斯蒂娜之子 | 巴伐利亞的瑪麗·索菲 1859年5月22日 巴伐利亚 1女                                                                       | 不适用            | 1894年12月27日 阿尔科 58歲  | 费迪南多二世之子 （长子继承权）   |                   |

## 王位觊觎者
- 1861年−1894年：弗朗切斯科二世
- 1894年−1934年：阿方索（一世）
- 1934年−1960年：费迪南多（三世）·皮奥

自1960年开始王位觊觎者分为了两个支系
| - 1960年−1973年：兰尼埃里（一世） - 1973年−2008年：费迪南多（四世）·玛利亚 - 2008年−至今：卡洛（一世） |  | - 1960年−1964年：阿方索（二世） - 1964年−2015年：卡洛（一世） - 2015年−至今：佩德罗（一世） |

## 旗帜及纹章
| 两西西里国王的纹章 | 两西西里国王的旗帜 | 两西西里国王的纹章旗帜 |